# シニータ
シニータ（Sinitta、1963年10月19日 - ）は、アメリカ合衆国出身のイギリス人歌手。イギリスでチャートのトップ40内に13曲を送り込むなど、欧州を中心にヒット曲を放った。

## 略歴
母親はカナダ人歌手のミケール・ブラウン。6歳まで施設で育つ。シニータは双子姉妹でもう1人のグレタは叔母の元で育ち、19歳になるまで一度も面識がなかった。
アメリカ生まれではあるが、幼少期からイギリスで生まれ育ち、イギリスを活動拠点としている。アメリカでの人気・知名度は高くない。
1981年にミュージカル『ザ・ウィズ』にてキャリアを開始した。1983年に歌手デビュー。しばらくはヒットに恵まれなかったがサイモン・コーウェルとの出会いにより、1986年の「ソー・マッチョ」をトップ10ヒットに送り込む。
その後、楽曲をストック・エイトキン・ウォーターマンに依頼しヒット曲を連発し、1980年代後半のイギリスを代表する歌手の1人となる。日本でも「TOY BOY」がヒット。日本のオリコン洋楽シングルチャートでは1988年2月8日付から12週連続1位を獲得し、1988年の年間チャートで1位となった。

## サイモン・コーウェルとの関係

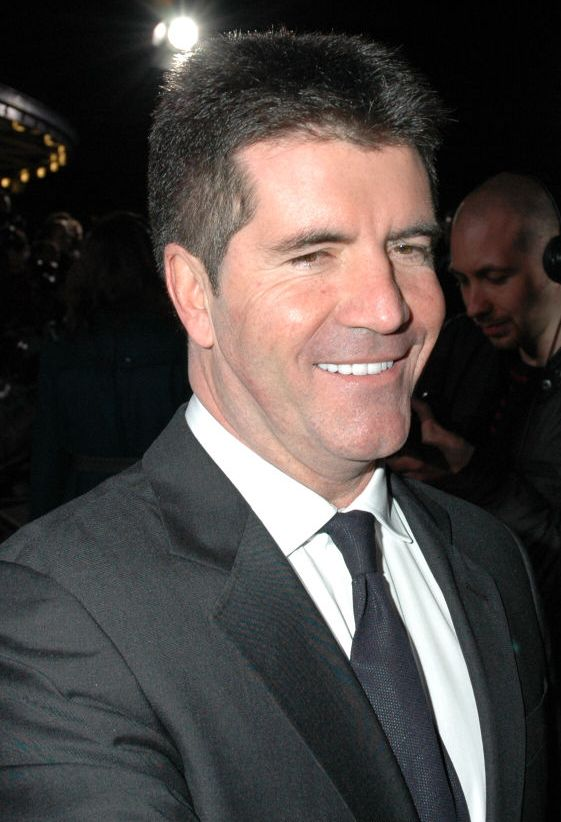
サイモン・コーウェル

かつて自身の恩師であるサイモン・コーウェルと交際していたことがあり、一時は婚約もしていた。コーウェルとはその後も友人として付き合いを続けており、2000年以降、彼のプロデュースしている『Xファクター』などのTV番組にも、アシスタントとして度々出演している。

## ディスコグラフィ

### スタジオ・アルバム
- 『TOY BOY』 - Sinitta! (1987年、Fanfare)
- 『シニータ!』 - Wicked (1989年、Fanfare) ※日本盤は上記ファースト・アルバム海外盤のジャケットを流用
- Naughty Naughty (1995年、different in each territory)

### コンピレーション・アルバム
- 『ベスト』 - The Best of Sinitta (1988年、Pegasus)
- The Very Best of...Sinitta/Toy Boy (1989年、Pegasus)
- 『DANCE MIX!』 - Dance Mix! (1990年、Victor)
- The Hits+ Collection 86–09: Right Back Where We Started From (2009年、Cherry Pop/PMG Music/Sony Music)
- 『グレイテスト・ヒッツ』 - Greatest Hits + Bonus DVD (2010年、Cherry Pop/Sony Music)

### シングル
- "I Could Be" (1983年)
- "Never Too Late" (1983年)
- "Cruising" (1984年)
- 「ソー・マッチョ」 - "So Macho" (1985年)
- "Feels Like the First Time" (1986年)
- 「TOY BOY」 - "Toy Boy" (1987年)
- 「G.T.O.」 - "GTO" (1987年)
- 「クロス・マイ・ブロークン・ハート」 - "Cross My Broken Heart" (1988年)
- "I Don't Believe in Miracles" (1988年)
- 「あの日にゲット・ライト・バック」 - "Right Back Where We Started From" (1989年)
- "Love on a Mountain Top" (1989年)
- "Lay Me Down Easy" (1989年)
- 「夜明けのヒッチ・ハイク」 - "Hitchin' a Ride" (1990年)
- "Love and Affection" (1990年)
- "Shame Shame Shame" (1992年)
- The Supreme EP (1993年)
- "Aquarius" (1993年)
- "So Many Men So Little Time" (2014年)
- "Touch Me (All Night Long)" (2015年)
- "Girlfriend" (2016年)
- "Shine with Pride" (2018年)
- "Paradise" (2020年)
- "Can You Feel It" (2021年) ※with Junior and Kym Mazelle
- "I Won't Be Lonely This Christmas" (2021年)

## 関連事項
- KAYOCO - 「TOY BOY」を日本語カバーした。